# Paray-le-Monial
Paray-le-Monial település Franciaországban, Saône-et-Loire megyében. Lakosainak száma 9256 fő (2022. január 1.). Paray-le-Monial Hautefond, Nochize, Poisson, Saint-Léger-lès-Paray, Saint-Yan, Vitry-en-Charollais és Volesvres községekkel határos.

## Népesség
A település népességének változása:
| Lakosok száma | 9064 | 9201 | 9630 | 9189 | 9209 | 9214 | 9218 | 9239 | 9256 |
|               | 2013 | 2015 | 2016 | 2017 | 2018 | 2019 | 2020 | 2021 | 2022 |